# ليستير كول
ليستير كول (بالإنجليزية: Lester Cole)‏ هو كاتب سيناريو أمريكي، ولد في 19 يونيو 1904 في نيويورك في الولايات المتحدة، وتوفي في 15 أغسطس 1985 في سان فرانسيسكو في الولايات المتحدة.

## وصلات خارجية
- ليستير كول على موقع IMDb (الإنجليزية)
- ليستير كول على موقع الموسوعة البريطانية (الإنجليزية)
- ليستير كول على موقع ألو سيني (الفرنسية)
- ليستير كول على موقع تيرنر كلاسيك موفيز (الإنجليزية)
- ليستير كول على موقع أول موفي (الإنجليزية)
- ليستير كول على موقع قاعدة بيانات الأفلام السويدية (السويدية)
- ليستير كول على موقع إن إن دي بي (الإنجليزية)
- ليستير كول على موقع قاعدة بيانات الفيلم (الإنجليزية)
- ليستير كول على موقع كينوبويسك (الروسية)